# Mornarica Nezavisne Države Hrvatske
Mornarica Nezavisne Države Hrvatske bila je ratna mornarica ND Hrvatske (NDH) tijekom njenog postojanja. Odmah u početku bila je ograničena odredbama Rimskih ugovora i talijanskom okupacijom Dalmacije i Kvarnera. Prvu polovicu rata većina mornarice provela je na istočnom bojištu kao Hrvatski pomorski sklop – Crno more. Nešto bolja situacija nastala je nakon kapitulacije Italije 1943. No, prisutnost puno jače Kriegsmarine na Jadranu isključivala je potrebu za postojanjem posebne hrvatske mornarice, a britanska mornarica i partizani zadavali su joj teške udarce. Nakon čestih dezerterstava, Nijemci su je ukinuli i preuzeli malobrojno brodovlje. 
Nakon 1943. nosila je ime Hrvatska mornarica.

## Osnivanje
U Narodnim novinama 18. travnja 1941. godine objavljeno je rješenje o ustrojstvu vojske i mornarice Hrvatskog domobranstva. Poslove oko ustrojstva nove vojske obavljalo je privremeno predsjedništvo, a njegov član zadužen za mornaricu bio je admiral Đuro Jakčin. Formirano je nadležno Zapovjedništvo plovnih snaga sa sjedištem u Zagrebu, Zapovjedništvo rijeka i riječnog prometa u Sisku, kao i Riječno redarstvo. No, prema Rimskim ugovorima, potpisanima u svibnju, NDH je morala izjaviti da nema namjeru držati ratnu mornaricu, odnosno ratne brodove preko 50 tona. Stoga se u početku mornarica sastojala od riječne flote (riječne i riječne prometne) sa stožerom u Zemunu zajedno s bojnom mornaričkog pješaštva i morske flote (obalne i pomorsko-prometne) od nekolicine obalnih ophodnih brodova, podijeljene u tri pomorska zapovjedništva: Sjever (baza Crikvenica, kasnije Sušak), Središte (baza Makarska, kasnije Split) i Jug (baza Dubrovnik).
Pomorska zapovjedništva bila su pod kontrolom talijanskih vlasti. U njihovoj nadležnosti bilo je obavljanje lučko-pomorske službe i kontrola nad ribarstvom. Zapovjedništvo riječnog prometa je zadržalo određenu autonomiju, jer je bilo izvan talijanske interesne zone. Zakonom o oružanim snagama od 18. ožujka 1942. RM NDH je postala dio Hrvatskog domobranstva.

## Riječna flota
Krajem 1941. započelo se s osnivanjem pomorskih škola u Sisku i Brodu na Savi te pirotehničkih odjela u Petrovaradinu i Kamenici na Dunavu. Osnovana je Riječna flotila. Njeni prvi zadatci bili su izvlačenje potopljenih brodova bivše jugoslavenske riječne ratne flote na ušću Save u Dunav. Tijekom 1942. izvučeni su potopljeni monitori "Sava" i "Morava" (preimenovana u "Bosna"). Izvučen je i zapovjedni brod "Cer", koji je nakon obnove dobio ime "Vrbas". Nijemci su riječnoj floti donirali i nekadašnje nizozemske policijske patrolne brodove - "Petrinjčicu", "Pakru", "Plivu" i druge, koji su dovedeni Majnom i Dunavom do NDH.
U sklopu riječne flote nalazila se i bojna mornaričkog pješaštva. Dio brodova izgubljen je u borbama u drugoj polovici 1944., te je osim flotile u Zemunu (riječni ophodni brodovi "Plitvice", "Rad" i "Bosut" te pomoćni brod "Lika"), uspostavljena flotila u Slavonskom Brodu (monitori "Sava" i "Bosna", zapovjedni brod "Vrbas", ophodni brodovi "Petrinjčica", "Pakra" i "Pliva").
"Sava", "Bosna" i "Vrbas" su bili uglavnom usidreni na Savi u Slavonskom Brodu tijekom 1943. i 1944. "Sava" i "Bosna" su patrolirale Savom štiteći konvoje koji su opskrbljivali njemačke postrojbe duž Save. U noći na 9. rujna 1944., posada monitora "Sava" je, dok su časnici spavali u gradu, otplovila do bosanske obale (nekih 2 km nizvodno), napustila i potopila brod, te se priključila partizanima u Bosni. Preostale, nekadašnje nizozemske, patrolne brodove preuzeli su Nijemci i uključili u svoju Dunavsku flotu.

## Hrvatski pomorski sklop – Crno more
Hrvatski pomorski sklop - Crno more (neslužbeno Hrvatska pomorska legija) bila je postrojba NDH u sastavu Kriegsmarine na Crnom moru. Njeno osnivanje zapravo je značilo zaobilazno izbjegavanje zabrane držanja ratne mornarice, makar u posve ograničenoj mjeri. Stacionirana je u Bugarskoj i Ukrajini, najprije pod oznakom 23. flotila za dizanje mina, a kasnije kao 23. flotila za lov podmornica. 21. svibnja 1944. posljednji legionari su se vratili u Hrvatsku, a sklop je postao jezgrom nove jadranske mornarice NDH.
Hrvatska flota lovaca podmornica proslavila se časnom ulogom spašavanja Židova iz Rumunjske i SSSR-a, koje je provela i otpratila do sigurnosti Turske.

## Jadranska mornarica

### Do kapitulacije Italije
| Granice NDH i Italije 1941.-1943. |  | Granice NDH i Italije 1941.-1943. |
| Granice NDH i Italije 1941.-1943. |  | Talijanska Dalmacija 1941.-1943.  |

Uspostavljena su tri pomorska zapovjedništva, u Crikvenici, Makarskoj i Dubrovniku. Raspolagala su uglavnom manjim, ophodnim brodovima, motornim čamcima, motornim jedrenjacima i slično. Koristila su se i plovilima bivše jugoslavenske financijske kontrole. Njihova uloga bila je kontrola plovidbe i ribarenja, a aktivnosti su se uglavnom svodile na luke i lučki promet. Već početkom 1942. djelovanje sve više onemogućavaju partizani. Tako su 24. siječnja 1942. partizani oteli motorne čamce "M5" i "Nada" te motorni jedrenjak "Labud" u Metkoviću, a 5. svibnja ponovno u Metkoviću vrše prepad i potapaju glibodere na ušću Neretve.

### Nakon kapitulacije Italije
Nakon kapitulacije Italije u rujnu 1943. brodove, infrastrukturu, luke i objekte preuzeli su Nijemci. Postojeća jadranska mornarica NDH požurila je zauzeti bolje luke u Šibeniku, Splitu i drugdje. 11. rujna 1943. postrojba od tridesetak mornara pod zapovjedništvom kapetana bojnog broda Matije Lenocha zarobila je talijanski vojno-teretni brod "San Gi" koji je s 5.000 tona pšenice bio privezan u luci Gruž. Njime su talijanski vojnici nakon kapitulacije Italije pokušali pobjeći u Italiju. Mornari NDH su isplovili, razoružali Talijane i doteglili brod natrag.
1. listopada 1943. parobrodom "Rab" iz Metkovića u Split prebacio se mornarički odred, koji je na cijelom putu bio izložen napadima partizana. Od tog je odreda kasnije osnovano Obalno zapovjedništvo. Obalno zapovjedništvo nije uopće znalo što se u okolici događa; nije imalo nijedno plovilo ni hidroavion, a čak je teško dobivalo i poštu iz Zagreba. Osim toga, postojanje puno jače Kriegsmarine na Jadranu isključivalo je potrebu za nekom hrvatskom mornaricom, pa su hrvatski mornari Nijemcima bili potrebni jedino zbog poznavanja terena. Nijemci su prema mornarima NDH bili nepovjerljivi i od njih su sve držali u tajnosti, a prema nekim naredbama, uopće nisu smjeli raditi na brodovima. Školski krstaš "Niobe" (bivša "Dalmacija" RM Kraljevine Jugoslavije) 6. prosinca 1943. imao je mješovitu njemačko-hrvatsku posadu, no 19. prosinca iste godine potopila su ga dva britanska broda u blizini Silbe. OZ Split krajem listopada 1943. raspolagalo je motornim jedrenjakom "Marjan", vodonoscem, remorkerom i dvama ribarskim brodovima. Mornari su uglavnom radili na sigurnosti luke, raščišćavali ruševine, popravljali plovila i slično.
Početkom studenog hidroavionom iz Splita je u Šibenik odletio poručnik korvete Miren Blaž kako bi preuzeo torpiljarku T-7, dok je motorni jedrenjak "Marjan" prebacio mornarički odred. T-7 je bila jedina borbena jedinica RM NDH za njenog djelovanja u Dalmaciji. Prvobitna posada je bila nepouzdana zbog mogućnosti prebjega partizanima, pa je zamijenjena njemačkim mornarima i hrvatskim legionarima s Crnog mora. Isplovila je iz Šibenika tek u lipnju 1944., ali je odmah bila napadnuta od tri engleske topovnjače te se nasukala na Murteru. Početkom 1944. svega oko 300 mornara NDH bilo je ukrcano na brodove. Tek 15. kolovoza 1944., pod zapovjednikom kontraadmiralom Nikolom Steinfelom, NDH je dobila prve veće brodove od Nijemaca u Trstu, koji su ranije oduzeti Talijanima.
U Šibeniku je osnovana skupina za sigurnost luka, koja se sastojala od nekoliko oružanih malih zanatskih plovila. Početkom rujna 1944., RM NDH je dobila od Nijemaca pet malih torpednih čamaca klase KS (uključujući KS 11, KS 31 i KS 32), od kojih je krajem rujna formirana Kroatische Küsten-Schnellbootsflottille (Hrvatska flotila obalnih brzih brodova) u Rijeci, koja je bila podređena njemačkoj 11. diviziji. Nijemci su planirali predati još dvije torpiljarke, TA21 i TA35 mornarici NDH, što se ipak nije ostvarilo. Sve jača partizanska mornarica i potpuna dominacija britanske mornarice na Jadranu ograničili su borbenu vrijednost RM NDH.
Zadnjih dana njemačke uprave nad Splitom kapetan fregate Ratne mornarice NDH Marijan Butković postavljen je za vojnog zapovjednika grada. Prije oslobođenja Splita, u listopadu 1944., stožer RM NDH tajno se sastao s predstavnicima partizana i odlučio surađivati s njima kako bi se izbjeglo krvoproliće i spriječilo Nijemce da u povlačenju razore grad, koji su u potpunosti minirali. Partizanima su dali informacije, odore i propusnice te su im se u potpunosti stavili na raspolaganje. Mornari NDH čuvali su važne objekte i luku kako ih Nijemci ne bi oštetili. Nakon oslobođenja Splita, u 26. i 20. diviziju NOVJ stupilo je dragovoljno oko 700 domobrana, oružnika i mornara NDH. Mnogi od mornara su se kasnije istakli u završnim borbama rata.

### Raspuštanje
Krajem 1944., nakon oslobođenja Dalmacije, mornarica se sastojala od male flotile smještene u Rijeci. Čitava flotila pokušala je prebjeći partizanima u noći na 14. prosinca 1944., ali sva su plovila osim jednog (KS-5, na kojem je bio zapovjednik flotile) zaustavljena od strane Nijemaca. Nijemci su potom razoružali plovila, poneka uključili u sastav Kriegsmarine, a posade uputili u Zagreb, gdje su tvorili posebnu postrojbu za borbu na kopnu. Zapovjednik torpiljarke TA48, kapetan bojnog broda Gjuro Štrcaj, kao i svi zapovjednici KS brodova, izvedeni su pred vojni sud zbog dezerterstva i planova bijega, no proglašeni su nedužnim i oslobođeni. 1. siječnja 1945. i službeno je likvidirana zasebna RM NDH, a brodovi i njihove posade su uključeni u sastav Kriegsmarine. Istog dana spuštena je zastava NDH na svim brodovima. U tom trenutku RM NDH imala je 139 časnika, 152 dočasnika i 1.340 mornara uz 437 drugog osoblja. 19. veljače 1945. 7 ophodnih brodova u brodogradilištu Geesthacht kraj Hamburga, koji su se gradili za NDH, zaplijenili su Nijemci i njima pojačali svoju rajnsku flotu.

## Postrojbe na kopnu
Još od osnivanja mornarice ustrojena je bojna mornaričkog pješaštva pri riječnoj floti. Budući da je Mornarica od samog početka imala previše pripadnika obzirom na brodovlje, određeni broj mornara s Jadrana je služio na kopnu, uglavnom u okolici mornaričkih uporišta - Dubrovnika, Makarske, Crikvenice. Kako je početkom 1944. od 1.500 mornara tek njih 300-injak služilo na brodovima, a tijekom te godine izgubljen je i najveći dio brodova riječne flote, od mornara su ustrojeni odredi koji su djelovali na kopnu kao ispomoć kopnenoj vojsci. Zabilježeno je da je posadu Trgovišća u studenom 1944. činilo 176 mornara zagrebačkoga mornaričkog odreda. Tu je postrojbu izbacila iz borbe i zarobila brigada NOVJ "Braća Radić" 3. studenog 1944. uz sedam poginulih mornara.
Nakon raspuštanja Hrvatske mornarice, najveći dio, otprilike 1.600 mornara, dočasnika i časnika, uključen je u XXI. ustaški zdrug. No, neki su mornari ostali služiti na svojim prijašnjim brodovima, pogotovo bivši legionari s Crnog mora, poput posade torpiljarke T-3. Oni su kraj rata dočekali u sastavu Kriegsmarine u Trstu, gdje je u travnju 1945. bilo nekih 600 hrvatskih mornara. Oni su se 29. travnja 1945. spremali napustiti luku pred napredovanjem partizana, no partizani su ih preduhitrili. Mornari su zaposjeli napušteni njemački razarač TA 43 (bivši jugoslavenski Beograd, odn. talijanski Sebenico) i iskoristili njegove topove protiv partizana. Dio hrvatskih mornara ostao je odsječen u jednoj vojarni te je pružao otpor do kraja. Nakon što su kapetan Stevo Oršanić i jedan dočasnik, plivajući i roneći satima, otvorili put na lučkim barikadama, mornari su uspjeli isploviti te se predati saveznicima u Anconi. Jedna jedinica predala se na ušću Tagliamenta u Jadran. Zarobljene hrvatske i njemačke mornare iz Trsta Saveznici su predali partizanima, koji su ih u Puli ukrcali na brod za Boku kotorsku. No, brod se zaustavio na otočiću Jakljanu kraj Dubrovnika, gdje je svih 214 mornara strijeljano. Tajna masovna grobnica je otkrivena tek 2013.

## Brodovlje RM NDH

### Morska flota
| Ime    | Slika | Datum preuzimanja  | Vrsta              | Napomena                                    |
| ------ | ----- | ------------------ | ------------------ | ------------------------------------------- |
| T-7    |       | studeni 1943.      | torpiljarka        | potopljen 24. lipnja 1944. kod Murtera      |
| T-3    |       | 15. kolovoza 1944. | torpiljarka        | bivši T-3 RM Kraljevine Jugoslavije         |
| G102   |       | 15. kolovoza 1944. | naoružani parobrod | prerađen od putničkog broda "Jadera"        |
| G104   |       | 15. kolovoza 1944. | naoružani parobrod | prerađen od putničkog broda "Salvore"       |
| Pašman |       | 15. kolovoza 1944. | minopolagač        | bivši "Mosor" RM Kraljevine Jugoslavije     |
| KS5    |       | 9. rujna 1944.     | torpedni čamac     | prebjegao mornarici NOVJ 14. prosinca 1944. |
| KS11   |       | 9. rujna 1944.     | torpedni čamac     |                                             |
| KS31   |       | 9. rujna 1944.     | torpedni čamac     |                                             |
| KS32   |       | 9. rujna 1944.     | torpedni čamac     |                                             |

### Riječna flota
| Ime           | Slika | Vrsta             | Napomena                                                |
| ------------- | ----- | ----------------- | ------------------------------------------------------- |
| Sava          |       | monitor           | bivša "Sava" RRF Kraljevine Jugoslavije                 |
| Bosna         |       | monitor           | bivša "Morava" RRF Kraljevine Jugoslavije               |
| Ustaša        |       | kuter             |                                                         |
| Bosut         |       | kuter             |                                                         |
| Vrbas         |       |                   | zapovjedni brod, bivši "Cer" RRF Kraljevine Jugoslavije |
| Zagreb        |       | pomoćni minolovac |                                                         |
| Petar Zrinski |       | pomoćni minolovac |                                                         |
| Petrinja      |       | ophodni brod      |                                                         |
| Pliva         |       | ophodni brod      |                                                         |
| Pakra         |       | ophodni brod      |                                                         |
| Plitvice      |       | ophodni brod      |                                                         |

## Odore
Odore mornarice bile su slične onima njemačke Kriegsmarine.

## Zapovjednici mornarice
- Đuro Jakčin (12. travnja 1941. – 14. travnja 1943.)
- Edgar Angeli (14. travnja 1943. - svibanj 1944.)
- Nikola Steinfel (svibanj 1944. - siječanj 1945.)

## Istaknuti pripadnici Hrvatske mornarice
- Miren Blaž — poručnik korvete, zapovjednik OZ Split, gradonačelnik Šibenika, zapovjednik torpiljarke T-7
- Gjuro Strcaj — kapetan bojnog broda, zapovjednik torpiljarke T-3 i 2. eskortne flotile
- Marijan Butković — zapovjednik OZ Split, gradonačelnik Splita
- Velimir Škorpik — zapovjednik OZ Makarska
- Juraj Bonači — kapetan korvete, zapovjednik OZ Crikvenica
- Miroslav Mikuličić — satnik, suradnik Hrvatske enciklopedije,[14] kasnije sveučilišni profesor u Rijeci, suradnik Pomorske enciklopedije
- Andrija Vrkljan — vitez, kapetan bojnog broda, zapovjednik Hrvatskog pomorskog sklopa – Crno more, glavar Stožera Hrvatske mornarice
- Matija Lenoch — zapovjednik OZ Dubrovnik, zarobio talijanski brod San Gi
- Stjepan Rumenović — zapovjednik Hrvatskog pomorskog sklopa – Crno more
- Rikard Kubin — pročelnik očevidnog odjela Glavnog stožera Domobranstva
- Jerko Kačić-Dimitri — kapetan fregate, glavar Stožera Hrvatske mornarice (1945.)
- Božidar Mažuranić — pripadnik Hrvatskog pomorskog sklopa – Crno more, praunuk bana Ivana Mažuranića[15]

## Vanjske poveznice
- Podatci o ostalim brodovina riječne flote RM NDH